# Gloria (musikgrupp)
Gloria är en svensk musikgrupp bestående av Sara Isaksson, Rebecka Törnqvist, Staffan Andersson, Lars Halapi, Peter Korhonen och Sven Lindvall.

## Diskografi
- 1999 – Gloria
- 2003 – People Like You and Me